# En avant de Guingamp
L'En avant de Guingamp, meglio noto come Guingamp, è una società calcistica francese con sede nella città di Guingamp. Milita in Ligue 2, la seconda divisione del campionato francese.
Fondato nel 1912, il club può vantare di un palmarès che conta due Coppe di Francia (2008-2009 e 2013-2014) e una Coppa Intertoto (1996-1997).

## Storia
Il Guingamp fu fondato nel 1912 e, nonostante una storia pressoché inesistente nel massimo campionato francese, ha avuto comunque una tradizione piuttosto solida.
Il risultato migliore del club è la vittoria della coppa nazionale: pur militando nella Ligue 2, il 9 maggio 2009 conquista la sua prima Coppa di Francia superando in una sorta di derby bretone il Rennes in finale per 2-1 e divenendo la seconda squadra che non compete nella massima serie ad aggiudicarsi tale titolo. La vittoria del trofeo permette al club di qualificarsi ai preliminari di Europa League dell'anno successivo, dove viene però eliminato dall'Amburgo al quarto turno preliminare, perdendo 5-1 all'andata e 3-1 al ritorno.
A parte questa storica vittoria, il Guingamp può anche vantare la vittoria della Coppa Intertoto 1996.
A dispetto dei trofei vinti, il Guingamp ha passato soltanto sette stagioni in Ligue 1. Ciononostante è ben conosciuto non solo in Francia ma anche all'estero per aver lanciato grandi campioni come Didier Drogba, Florent Malouda, Fabrice Abriel e Vincent Candela. Discorso analogo può essere fatto per alcuni allenatori come Guy Lacombe, Francis Smerecki e Erick Mombaerts.
Dopo una permanenza nella terza serie francese, il Championnat National, la squadra è tornata in Ligue 2 vincendo i play-off promozione del 2011.
Nella stagione 2012-13, la squadra è riuscita a conquistare la promozione nella massima serie, promozione che si è concretizzata materialmente a due giornate dal termine, grazie alla vittoria del 17 maggio 2013 ottenuta per 1-0 sul campo del Gazélec Ajaccio.
Nella stagione seguente il Guingamp ottiene dai diritti televisivi una somma di 17,4 milioni di euro, cifra considerevole viste le ridotte capacità finanziarie del club.
Al termine della stagione 2013-14 il Guingamp riesce a ottenere la seconda vittoria in finale di Coppa di Francia battendo, nuovamente, il Rennes, questa volta per 2-0. Questo inaspettato successo permette al piccolo club di prendere parte alla fase a gironi di UEFA Europa League 2014-2015, dove è inserito nel gruppo K con Fiorentina, PAOK e Dinamo Minsk. La compagine francese chiude il raggruppamento al secondo posto con 10 punti totalizzati (3 vittorie ed un pareggio, ottenendo solo sconfitte dal club fiorentino primo nel girone) e raggiunge i sedicesimi di finale, traguardo storico; qui, però, la Dinamo Kiev si impone sui francesi, ribaltando con un 3-1 in Ucraina la sconfitta per 2-1 subita all’andata in Francia.
Nella stagione 2018-19 il club staziona all'ultimo posto della Ligue 1 per tutto il girone di andata; tuttavia, il 9 gennaio 2019, durante i quarti di finale di Coppa di Lega, il Guingamp riesce a battere per 2-1 i campioni in carica del Paris Saint-Germain al Parco dei Principi, guadagnandosi il pass per le semifinali. Tuttavia, esattamente 10 giorni dopo quest’impresa, il match si ripete (questa volta valevole per il campionato) e i parigini infliggono un pesantissimo 9-0 al Guingamp. Il 29 gennaio, durante la semifinale di Coppa di Lega, recupera due gol al Monaco portando il match ai calci di rigore, dove il Guingamp, dopo una lunga serie, riesce a trionfare, guadagnandosi la finale. Il 30 marzo seguente il club affronta lo Strasburgo in finale: la partita è molto equilibrata e viene decisa soltanto ai calci di rigore, dove questa volta, però, sono i rivali a trionfare (4-1 ai tiri dagli undici metri dopo lo 0-0 dei primi 120 minuti); il Guingamp, oltre al trofeo, manca anche l’occasione di qualificarsi ai preliminari di Europa League. In campionato, invece, il club non si sposta mai dall’ultima posizione e conclude la stagione con 27 punti, frutto di sole 5 vittorie e 12 pareggi, tornando così in Ligue 2 dopo sei anni.

## Colori e simboli

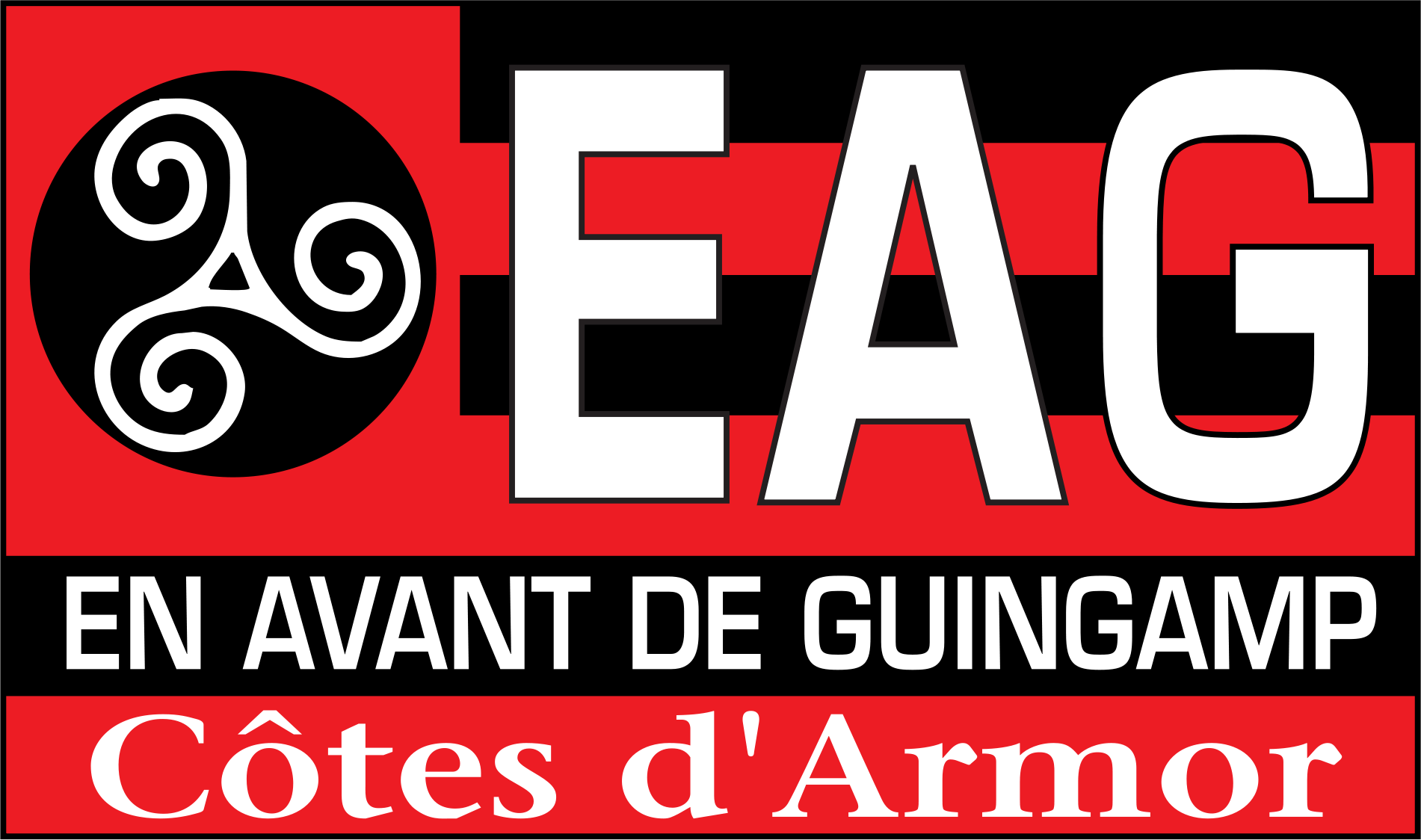
Logo utilizzato dal 2000 al 2019

### Colori
La scelta dei colori sociali del Guingamp è dovuta a motivi politici. Infatti questi colori si riferiscono alla corrente politica anticlericale, vicina all'anarco-sindacalismo. Inoltre, il nome "En Avant" può riferirsi ai titoli della stampa socialista creata alla fine del diciannovesimo secolo.

### Simboli
Lo stemma del Guingamp in uso dal 2019 presenta nella parte superiore la scritta EAG e in una fascia nera la denominazione societaria completa. Nella parte inferiore si trova invece la triscele, uno dei simboli della Bretagna. In precedenza veniva usato uno stemma rettangolare molto simile a quello attuale.

## Strutture

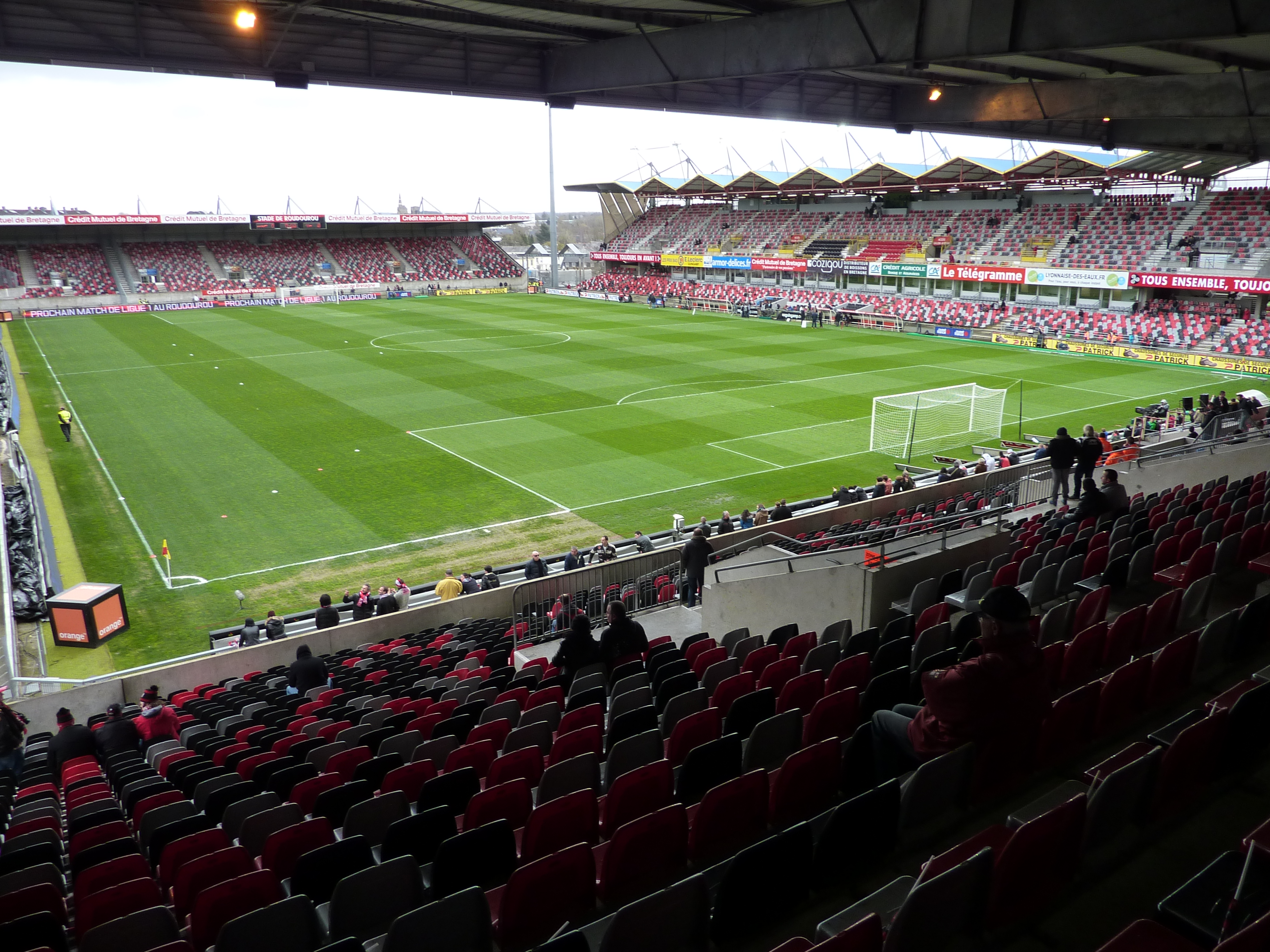
Veduta dello Stade de Roudourou

### Stadio
Dal 1921 al 1990 il Guingamp utilizzò lo stadio Yves-Jaguin, situato nel comune di Pabu, nel distretto di Montbareil. Inizialmente chiamato semplicemente stadio Montbareil, ricevette il nome di Yves Jaguin, ex presidente del club, nel 1947.
Dal 1990, la squadra utilizza lo stadio di Roudourou, situato a nord-ovest del centro città. Questo stadio contiene 19.060 posti, di cui circa 17.500 posti.

### Centro di allenamento
Il Guingamp si allena nelle strutture che sorgono intorno allo stadio di Roudourou. Il terreno è in erba sintetica. A volte viene utilizzato anche un terreno in erba naturale. Queste strutture si trovano a cento metri dallo stadio. Infine, i giocatori utilizzano anche di una palestra, situata all'interno dello stadio.

## Società
| Cronologia degli sponsor tecnici - 1977-2012 Adidas - 2012-2019 Patrick - 2019- Umbro | Cronologia degli sponsor ufficiali - 1977-1979 Faure - 1979-1980 Olida - 1980-1982 Brit Air - 1982-1984 Neolait - 1984-1998 Fromages Rippoz - 1998-2007 Brit Air - 2007-2012 Jean Stalaven - 2012-2016 Celtigel - 2016-2017 Servagroupe e Aroma Celte - 2017-2021 Servagroupe - 2021- Celtigel |

## Allenatori e presidenti
| Allenatori - 1912-1947 ... - 1947-1952 Armand Deruaz - 1953-1955 Milo Garcia - 1955-1954 Marcel Schmitt - 1955-1956 Jean Prouff - 1956-1957 Paul Wartel - 1957-1958 Jean Rolland - 1958-1960 Vincent Llido - 1960-1961 Marcel Schmitt - 1961-1966 Michel Bourse - 1966-1968 Daniel Potiron - 1968-1972 Roger Kerzerho - 1972-1975 Sylvestre Salvi - 1975-1977 Daniel Druda - 1977-1978 Claude Pérard - 1978-1981 René Cédolin - 1981-1986 Raymond Keruzoré - 1986 Jean-Noël Huck - 1987-1988 Yvan Le Quéré - 1988-1989 Jean-Paul Rabier - 1989-1990 Erick Mombaerts - 1990-1993 Alain De Martigny - 1993 Yvon Schmitt - 1994-1999 Francis Smerecki - 1999-2002 Guy Lacombe - 2002-2004 Bertrand Marchand - 2004-2005 Yvon Pouliquen - 2005-2006 Alain Ravera - 2006-2007 Patrick Remy - 2007-2010 Victor Zvunka - 2010-2016 Jocelyn Gourvennec - 2016-2018 Antoine Kombouaré - 2018-2019 Antoine Kombouaré Sylvain Didot e Vincent Rautureau Jocelyn Gourvennec - 2019 Patrice Lair - 2019-2020 Sylvan Didot - 2020-2021 Sylvan Didot (lug.-ago.) Mehmed Baždarević (ago.-feb.) Frédéric Bompard (feb.-giu.) - 2021-2022 Stéphane Dumont | Presidenti - 1912-1940 Pierre Deschamps - 1920-1940 André Lorgeré - 1940-1945 Yves Jaguin - 1945-1958 Hubert Couquet - 1958-1966 Louis Menguy - 1966-1972 Joseph Le Monnier - 1972-1991 Noël Le Graët - 1991-1998 Bertrand Salomon - 1998-2002 Alain Aubert - 2002-2011 Noël Le Graët - 2011-2020 Bertrand Desplat - 2020- Frédéric Le Grand |

## Palmarès

### Competizioni nazionali
- Coppa di Francia: 2

2008-2009, 2013-2014

### Competizioni internazionali

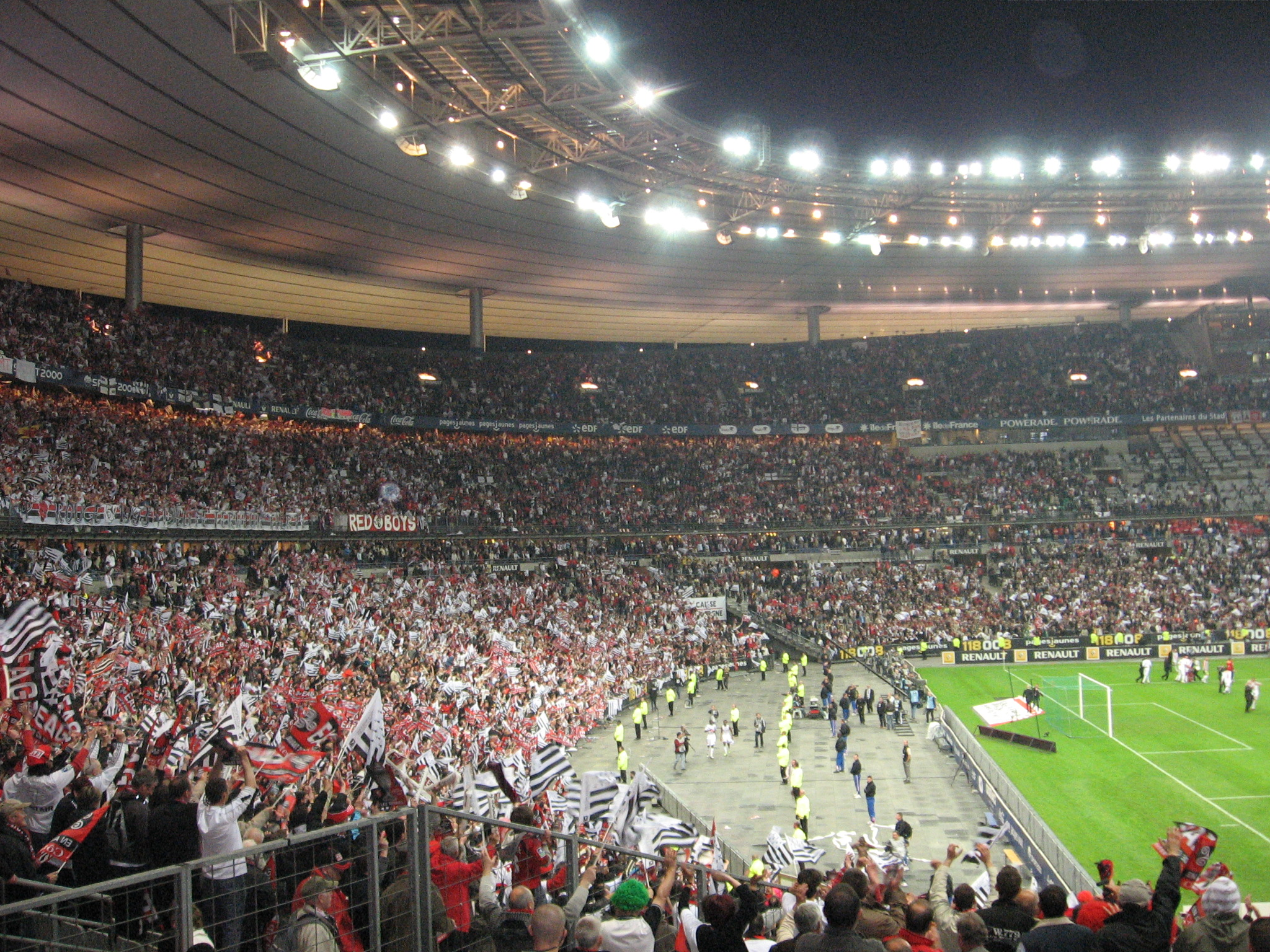
La vittoria del Guingamp della Coppa di Francia del 2009

- Coppa Intertoto UEFA: 1  (record francese a pari merito con Bordeaux, Strasburgo, Auxerre, Bastia, Lione, Montpellier, Paris Saint-Germain, Troyes, Lilla, Marsiglia e Lens)

1996

### Competizioni regionali
- Division d'honneur Ovest: 1

1975-1976

### Competizioni giovanili
- 'Championnat National U19: 1

2007-2008

## Statistiche
Partecipazione alle competizioni europee
| Competizione             | Partecipazioni | G  | V | N | P | GF | GS | DR |
| ------------------------ | -------------- | -- | - | - | - | -- | -- | -- |
| Coppa UEFA/Europa League | 3              | 12 | 4 | 3 | 5 | 13 | 22 | -9 |
| Coppa Intertoto          | 2              | 10 | 6 | 1 | 3 | 13 | 10 | +3 |

## Organico

### Rosa 2025-2026
Aggiornata al 24 luglio 2025.
| N. |                      | Ruolo | Calciatore      |
| -- | -------------------- | ----- | --------------- |
| 1  | Francia (bandiera)   | P     | Teddy Bartouche |
| 2  | Francia (bandiera)   | D     | Lucas Maronnier |
| 4  | Francia (bandiera)   | C     | Dylan Louiserre |
| 6  | Francia (bandiera)   | D     | Lenny Vallier   |
| 7  | Senegal (bandiera)   | D     | Donatien Gomis  |
| 8  | Francia (bandiera)   | C     | Kalidou Sidibé  |
| 9  | Martinica (bandiera) | A     | Brighton Labeau |
| 11 | Senegal (bandiera)   | A     | Amadou Sagna    |
| 12 | Senegal (bandiera)   | D     | Abdallah Ndour  |
| 13 | Francia (bandiera)   | C     | Amine Hemia     |
| 16 | Francia (bandiera)   | P     | Enzo Basilio    |
| 17 | Francia (bandiera)   | A     | Jacques Siwe    |
| 18 | Sudafrica (bandiera) | C     | Lebogang Phiri  |

| N. |                               | Ruolo | Calciatore            |
| -- | ----------------------------- | ----- | --------------------- |
| 19 | Francia (bandiera)            | C     | Sabri Guendouz        |
| 20 | Francia (bandiera)            | D     | Sohaib Naïr           |
| 21 | Francia (bandiera)            | C     | Rayan Ghrieb          |
| 22 | Francia (bandiera)            | D     | Alpha Sissoko         |
| 23 | Francia (bandiera)            | A     | Taylor Luvambo        |
| 24 | Francia (bandiera)            | D     | Pierre Lemonnier      |
| 26 | Francia (bandiera)            | D     | Matthis Riou          |
| 27 | Marocco (bandiera)            | C     | Rayan Touzghar        |
| 29 | Spagna (bandiera)             | C     | Junior Armando Mendes |
| 30 | Senegal (bandiera)            | P     | Babacar Niasse        |
| 34 | Rep. Centrafricana (bandiera) | A     | Tieri Godame          |
| 38 | Rep. Centrafricana (bandiera) | D     | Idriss Planeix        |
| 40 | Francia (bandiera)            | P     | Noah Marec            |